# Hans Francken
Hans Francken (Kapellen, 30 december 1972) is een Belgisch producer, songwriter, muzikant en musical director met een eigen muziekstudio PopVilla.
Als toetsenist werd hij veelvuldig door Clouseau gevraagd bij hun optredens tot het in 2022 niet meer te rijmen viel met zijn andere activiteiten. Hij was daarvoor ook pianist bij optredens van Natalia en bij optredens en opnames van Noordkaap.
Als producer oogstte hij successen met onder meer Clouseau, Emma Bale, IBE, Natalia, Slongs Dievanongs, IIII, LEEZ en Metejoor. Als musical director werkte hij mee aan verscheidene tv-programma's, waaronder Idool, X-factor,The Voice en Belgium's Got Talent.
Francken werkt sinds de jaren 90 in de muziekwereld.

## Songwriter
volledige lijst via : https://www.ultratop.be/nl/showperson.asp?name=Hans+Francken
- The Bomb van Groovemania (1994)
- True Lies van Joeri Fransen (2005)
- I Will Be Free van Sandrine Van Handenhoven (2005)
- Fools Rush In van Born Crain (2006)
- De Tegenpartij van Clouseau (2007)
- Free van Stan Van Samang (2011)
- Lacht nor mij van Slongs Dievanongs (2013)
- You Lie! van Grand Hammond (2015)
- Table of fools van IBE (2019)

## Producer
- Clouseau: onder meer albums En dans (2002), Vanbinnen (2004), Vonken en Vuur (2006), Zij aan Zij (2009),Clouseau (2013), Clouseau Danst (2016)
- Isabelle A
- Mama's Jasje
- Peter Evrard
- Joeri Fransen
- Sandrine Van Handenhoven
- Born Crain
- Natalia Druyts
- Raf Van Brussel
- Kato Callebaut
- Stan Van Samang
- Bert Voordeckers
- Glenn Claes
- Slongs Dievanongs
- Tom Helsen
- Grand Hammond
- Emma Bale
- OT
- Metejoor
- IBE
- IIII Four